# Kim Chang-soo
Kim Chang-soo, né le 12 septembre 1985, est un footballeur sud-coréen. Il évolue au poste de défenseur avec le club de Ulsan Hyundai FC.

## Palmarès
- Il est médaillé de bronze aux Jeux olympiques d'été de 2012[1].
- Ligue des champions de l'AFC 2016